# Welcome to Luckyland
Welcome to Luckyland bezeichnet das dritte Comedy-Programm des italienisch-kanadischen Komikers Luke Mockridge. Der Auftakt der Tournee fand im Januar 2019 in Celle statt, beendet wurde sie im August 2022 in Geldern. Im Rahmen der Tour spielte Mockridge 125 Shows, darunter 4 in Österreich und eine in der Schweiz.
Innerhalb der ersten 24 Stunden nach Verkaufsstart konnten über 120.000 Tickets verkauft werden. Insgesamt erreichte die Tournee über 600.000 Zuschauer. Daher wurde A Way Back to Luckyland als erfolgreichstes deutsches Comedy-Programm des Jahres 2022 ausgezeichnet.
Nach pandemiebedingten Terminverschiebungen wurde das Programm im Frühjahr 2022 mit leicht abgewandelten Inhalten unter dem Namen A Way Back to Luckyland fortgesetzt.

## Hintergrund
Aufgrund der COVID-19-Pandemie konnten lediglich die für 2019 geplanten Auftritte stattfinden, die beinahe alle ausverkauft waren. Die für 2020 vorgesehenen Shows wurden zunächst auf 2021, schließlich auf 2022 verlegt.

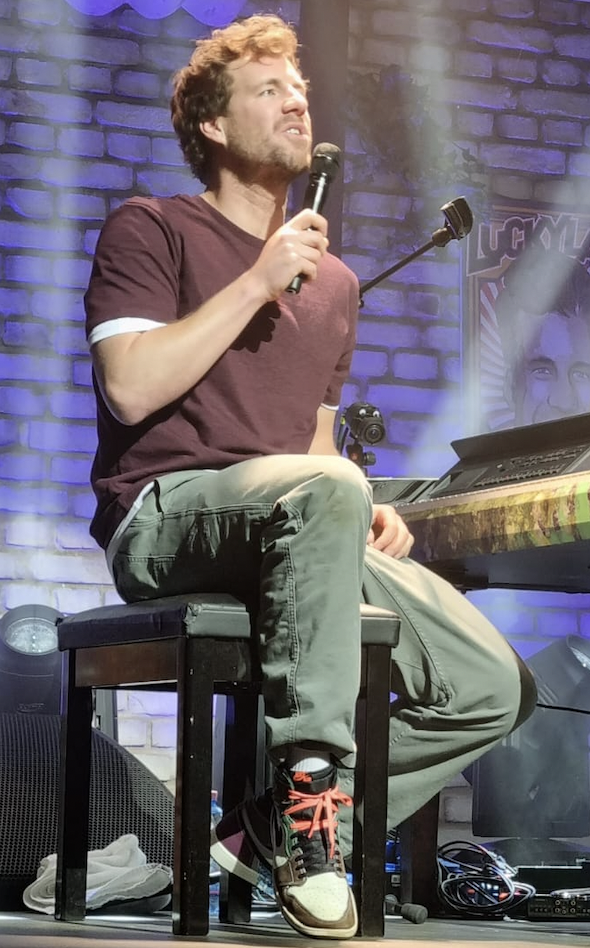
Luke Mockridge bei einem Auftritt im Rudolf-Harbig-Stadion in Dresden

Nachdem sich Mockridge im September 2021 aufgrund von Vorwürfen sexualisierter Gewalt für vorerst unbestimmte Zeit zurückgezogen hatte, kündigte er im Dezember 2021 im Rahmen eines von dem Film Tatsächlich… Liebe inspirierten Instagram-Videos die Fortsetzung der Tournee im darauffolgenden Jahr an. Unter dem abgewandelten Namen A Way Back to Luckyland wurden die pandemiebedingten Terminverschiebungen sowie neue Termine für das Jahr 2022 angekündigt.
Aufgrund der gegen Mockridge erhobenen Vorwürfe kam es teils zu Protesten vor seinen Auftritten, die mediale Aufmerksamkeit erlangten. Eine besonders große Reichweite erreichte hierbei ein Video auf der Plattform TikTok, bei dem Mockridge während seines Auftritts in der Berliner Mercedes-Benz Arena von einer Zuschauerin mit den Vorwürfen konfrontiert wurde.
Für Welcome to Luckyland wurde ihm 2019 der Deutsche Comedypreis in der Kategorie „Erfolgreichster Live-Act“ verliehen. Selbigen erhielt er 2022 für A Way Back to Luckyland.
Eine Ausstrahlung von A Way Back to Luckyland, aufgezeichnet in der Frankfurter Festhalle, erfolgte im Dezember 2022 auf dem Privatsender Sat.1.

## Inhalt
Themen, auf die Mockridge in seinem Programm Bezug nahm, waren unter anderem prägnante Kindheitserinnerungen und der negative Einfluss sozialer Medien. Inhaltlich zeigte A Way Back to Luckyland starke Überschneidungen zu Welcome to Luckyland, jedoch thematisierte Mockridge in den Auftritten von 2022 auch die Zeit während der Pandemie sowie die gegen ihn erhobenen Vorwürfe und seinen Umgang mit diesen.

## Bühnengestaltung
Das Bühnenbild war von einem Freizeitpark inspiriert. So waren im Hintergrund beispielsweise ein Karussell, eine Achterbahn und ein Clown zu sehen, die das Luckyland symbolisieren sollten. Davor befanden sich eine Mauer sowie Pforten, durch die Mockridge die Bühne betrat.
Ein Clown namens Bobo trat im Laufe der Show immer wieder in Erscheinung, beispielsweise indem er Mockridge ankündigte und gemeinsam mit diesem musizierte.

## Auftritte
| Datum                   | Stadt                | Land                 | Veranstaltungsort             | Bemerkungen                                                                |
| Welcome to Luckyland    | Welcome to Luckyland | Welcome to Luckyland | Welcome to Luckyland          | Welcome to Luckyland                                                       |
| ----------------------- | -------------------- | -------------------- | ----------------------------- | -------------------------------------------------------------------------- |
| 31. Januar 2019         | Celle                | Deutschland          | Cambridge-Dragoner-Kaserne    | Preview                                                                    |
| 1. Februar 2019         | Potsdam              | Deutschland          | Lindenpark                    | Preview                                                                    |
| 2. Februar 2019         | Pirna                | Deutschland          | Tom Pauls Theater             | Preview                                                                    |
| 3. Februar 2019         | Leipzig              | Deutschland          | Blauer Salon                  | Preview                                                                    |
| 7. Februar 2019         | Tübingen             | Deutschland          | Sparkassen Carré              | Preview                                                                    |
| 8. Februar 2019         | Darmstadt            | Deutschland          | Ernst-Ludwig-Saal             | Preview                                                                    |
| 9. Februar 2019         | Mainz                | Deutschland          | Frankfurter Hof               | Preview                                                                    |
| 10. Februar 2019        | Eschweiler           | Deutschland          | Talbahnhof                    | Preview                                                                    |
| 14. Februar 2019        | Schwäbisch Hall      | Deutschland          | Neubausaal                    | Preview                                                                    |
| 15. Februar 2019        | Heidenheim           | Deutschland          | Konzerthaus                   | Preview                                                                    |
| 16. Februar 2019        | Laupheim             | Deutschland          | Kulturhaus                    | Preview                                                                    |
| 17. Februar 2019        | Bad Säckingen        | Deutschland          | Gloria-Theater                | Preview                                                                    |
| 28. Februar 2019        | Hagen                | Deutschland          | Stadthalle                    | Preview                                                                    |
| 1. März 2019            | Osnabrück            | Deutschland          | OsnabrückHalle                | Preview                                                                    |
| 2. März 2019            | Hameln               | Deutschland          | Rattenfänger-Halle            | Preview                                                                    |
| 3. März 2019            | Siegen               | Deutschland          | Siegerlandhalle               | Preview                                                                    |
| 7. März 2019            | Würzburg             | Deutschland          | Kongress                      | Preview                                                                    |
| 8. März 2019            | Karlsruhe            | Deutschland          | Schwarzwaldhalle              | Preview                                                                    |
| 9. März 2019            | Balingen             | Deutschland          | Volksbankmesse                | Preview                                                                    |
| 10. März 2019           | Friedrichshafen      | Deutschland          | Graf-Zeppelin-Haus            | Preview                                                                    |
| 13. März 2019           | Gera                 | Deutschland          | Kultur- und Kongresszentrum   | Preview                                                                    |
| 14. März 2019           | Schwerin             | Deutschland          | Sport- und Kongresshalle      | Preview                                                                    |
| 15. März 2019           | Aurich               | Deutschland          | Sparkassen Arena              | Preview                                                                    |
| 16. März 2019           | Hamm                 | Deutschland          | Westpress Arena               | Preview                                                                    |
| 14. April 2019          | Lingen               | Deutschland          | EmslandArena                  | offizieller Tourstart; ausverkauft                                         |
| 15. April 2019          | Lingen               | Deutschland          | EmslandArena                  | ausverkauft                                                                |
| 16. April 2019          | Bielefeld            | Deutschland          | Seidensticker Halle           | ausverkauft                                                                |
| 17. April 2019          | Bielefeld            | Deutschland          | Seidensticker Halle           | ausverkauft                                                                |
| 25. April 2019          | Kiel                 | Deutschland          | Sparkassen-Arena              | ausverkauft                                                                |
| 26. April 2019          | Kiel                 | Deutschland          | Sparkassen-Arena              | ausverkauft                                                                |
| 27. April 2019          | Hamburg              | Deutschland          | Barclaycard Arena             | ausverkauft                                                                |
| 28. April 2019          | Hamburg              | Deutschland          | Barclaycard Arena             | ausverkauft                                                                |
| 2. Mai 2019             | Oberhausen           | Deutschland          | König-Pilsener-Arena          | ausverkauft                                                                |
| 3. Mai 2019             | Oberhausen           | Deutschland          | König-Pilsener-Arena          | ausverkauft                                                                |
| 4. Mai 2019             | Düsseldorf           | Deutschland          | ISS Dome                      | ausverkauft                                                                |
| 5. Mai 2019             | Düsseldorf           | Deutschland          | ISS Dome                      | ausverkauft                                                                |
| 9. Mai 2019             | Berlin               | Deutschland          | Mercedes-Benz Arena           | ausverkauft                                                                |
| 10. Mai 2019            | Magdeburg            | Deutschland          | GETEC Arena                   | ausverkauft                                                                |
| 11. Mai 2019            | Hannover             | Deutschland          | TUI Arena                     | ausverkauft                                                                |
| 12. Mai 2019            | Hannover             | Deutschland          | TUI Arena                     | ausverkauft                                                                |
| 16. Mai 2019            | Stuttgart            | Deutschland          | Hanns-Martin-Schleyer-Halle   | ausverkauft                                                                |
| 17. Mai 2019            | Stuttgart            | Deutschland          | Hanns-Martin-Schleyer-Halle   | ausverkauft                                                                |
| 18. Mai 2019            | Nürnberg             | Deutschland          | Arena Nürnberger Versicherung | ausverkauft                                                                |
| 19. Mai 2019            | München              | Deutschland          | Olympiahalle                  |                                                                            |
| 23. Mai 2019            | Dortmund             | Deutschland          | Westfalenhalle                | ausverkauft                                                                |
| 24. Mai 2019            | Dortmund             | Deutschland          | Westfalenhalle                | ausverkauft                                                                |
| 25. Mai 2019            | Köln                 | Deutschland          | Lanxess Arena                 | ausverkauft                                                                |
| 26. Mai 2019            | Köln                 | Deutschland          | Lanxess Arena                 | ausverkauft                                                                |
| 30. Mai 2019            | Mannheim             | Deutschland          | SAP Arena                     | ausverkauft                                                                |
| 31. Mai 2019            | Mannheim             | Deutschland          | SAP Arena                     | ausverkauft                                                                |
| 1. Juni 2019            | Frankfurt            | Deutschland          | Festhalle                     | ausverkauft                                                                |
| 2. Juni 2019            | Frankfurt            | Deutschland          | Festhalle                     | ausverkauft                                                                |
| 5. Juni 2019            | Innsbruck            | Österreich           | Olympiahalle                  | ausverkauft                                                                |
| 6. Juni 2019            | Salzburg             | Österreich           | Arena                         | ausverkauft                                                                |
| 7. Juni 2019            | Linz                 | Österreich           | TipsArena                     | ausverkauft                                                                |
| 8. Juni 2019            | Wien                 | Österreich           | Stadthalle                    | ausverkauft                                                                |
| 12. Juni 2019           | Braunschweig         | Deutschland          | Volkswagen Halle              | ausverkauft                                                                |
| 13. Juni 2019           | Braunschweig         | Deutschland          | Volkswagen Halle              | ausverkauft                                                                |
| 14. Juni 2019           | Bremen               | Deutschland          | ÖVB-Arena                     | ausverkauft                                                                |
| 15. Juni 2019           | Bremen               | Deutschland          | ÖVB-Arena                     | ausverkauft                                                                |
| 21. November 2019       | Münster              | Deutschland          | Halle Münsterland             | ausverkauft                                                                |
| 22. November 2019       | Bochum               | Deutschland          | RuhrCongress Bochum           | ausverkauft                                                                |
| 23. November 2019       | Halle                | Deutschland          | Gerry Weber Stadion           | ausverkauft                                                                |
| 24. November 2019       | Halle                | Deutschland          | Gerry Weber Stadion           |                                                                            |
| 27. November 2019       | Essen                | Deutschland          | Grugahalle                    | ausverkauft                                                                |
| 28. November 2019       | Koblenz              | Deutschland          | CGM Arena                     | ausverkauft                                                                |
| 29. November 2019       | Koblenz              | Deutschland          | CGM Arena                     | ausverkauft                                                                |
| 30. November 2019       | Wetzlar              | Deutschland          | Rittal-Arena                  | ausverkauft                                                                |
| 3. Dezember 2019        | Neumünster           | Deutschland          | Holstenhalle                  | verlegt vom 5. Dezember 2019; ausverkauft                                  |
| 6. Dezember 2019        | Neumünster           | Deutschland          | Holstenhalle                  | ausverkauft                                                                |
| 7. Dezember 2019        | Oldenburg            | Deutschland          | EWE Arena                     | ausverkauft                                                                |
| 8. Dezember 2019        | Oldenburg            | Deutschland          | EWE Arena                     | ausverkauft                                                                |
| 12. Dezember 2019       | Regensburg           | Deutschland          | Donau-Arena                   | ausverkauft                                                                |
| 13. Dezember 2019       | Regensburg           | Deutschland          | Donau-Arena                   | ausverkauft                                                                |
| 14. Dezember 2019       | Augsburg             | Deutschland          | Schwabenhalle                 | ausverkauft                                                                |
| 15. Dezember 2019       | Augsburg             | Deutschland          | Schwabenhalle                 | ausverkauft                                                                |
|                         |                      |                      |                               |                                                                            |
| A Way Back to Luckyland |                      |                      |                               |                                                                            |
| 24. März 2022           | Hagen                | Deutschland          | Stadthalle                    |                                                                            |
| 25. März 2022           | Eschweiler           | Deutschland          | Talbahnhof                    |                                                                            |
| 26. März 2022           | Ahlen                | Deutschland          | Stadthalle                    |                                                                            |
| 27. März 2022           | Arnsberg             | Deutschland          | Sauerlandtheater              |                                                                            |
| 30. März 2022           | Daun                 | Deutschland          | Forum                         |                                                                            |
| 31. März 2022           | Unna                 | Deutschland          | Stadthalle                    |                                                                            |
| 1. April 2022           | Mönchengladbach      | Deutschland          | Theater im Gründungshaus      |                                                                            |
| 2. April 2022           | Aachen               | Deutschland          | Franz                         |                                                                            |
| 3. April 2022           | Alsdorf              | Deutschland          | Energeticon                   |                                                                            |
| 22. April 2022          | Innsbruck            | Deutschland          | Olympiahalle                  | verlegt vom 30. April 2020 & 8. Mai 2021                                   |
| 29. April 2022          | Kiel                 | Deutschland          | Wunderino Arena               | verlegt vom 19. April 2020 & 12. Juni 2021                                 |
| 4. Mai 2022             | München              | Deutschland          | Olympiahalle                  | verlegt vom 17. Mai 2020, 17. Juni 2021 & 7. April 2022                    |
| 5. Mai 2022             | München              | Deutschland          | Olympiahalle                  | verlegt vom 18. Mai 2020, 18. Juni 2021 & 8. April 2022                    |
| 6. Mai 2022             | Hannover             | Deutschland          | ZAG-Arena                     | verlegt vom 12. Juni 2020 & 2. Mai 2021                                    |
| 7. Mai 2022             | Köln                 | Deutschland          | Lanxess Arena                 | verlegt vom 4. Juni 2020 & 3. Juni 2021                                    |
| 8. Mai 2022             | Köln                 | Deutschland          | Lanxess Arena                 | verlegt vom 5. Juni 2020 & 4. Juni 2021; ausverkauft                       |
| 12. Mai 2022            | Bremen               | Deutschland          | ÖVB-Arena                     | verlegt vom 17. April 2020 & 10. Juni 2021                                 |
| 13. Mai 2022            | Bremen               | Deutschland          | ÖVB-Arena                     | verlegt vom 18. April 2020 & 11. Juni 2021; ausverkauft                    |
| 14. Mai 2022            | Hamburg              | Deutschland          | Barclays Arena                | verlegt vom 16. April 2020 & 29. April 2021                                |
| 15. Mai 2022            | Hamburg              | Deutschland          | Barclays Arena                | verlegt vom 30. April 2021                                                 |
| 18. Mai 2022            | Leipzig              | Deutschland          | Quarterbeck Immobilien Arena  | verlegt vom 11. Juni 2020 & 5. Mai 2021                                    |
| 19. Mai 2022            | Berlin               | Deutschland          | Mercedes-Benz Arena           | verlegt vom 13. Juni 2020 & 1. Mai 2021                                    |
| 21. Mai 2022            | Dresden              | Deutschland          | Rudolf-Harbig-Stadion         | verlegt vom 25. April 2020 & 24. Juni 2021; ausverkauft                    |
| 22. Mai 2022            | Dresden              | Deutschland          | Rudolf-Harbig-Stadion         | verlegt vom 26. April 2020 & 25. Juni 2021                                 |
| 26. Mai 2022            | Mannheim             | Deutschland          | SAP Arena                     | verlegt vom 9. Mai 2020 & 19. Juni 2021                                    |
| 27. Mai 2022            | Mannheim             | Deutschland          | SAP Arena                     | verlegt vom 10. Mai 2020 & 20. Juni 2021                                   |
| 29. Mai 2022            | Zürich               | Schweiz              | Hallenstadion                 | verlegt vom 1. Mai 2020 & 15. Mai 2021                                     |
| 31. Mai 2022            | Erfurt               | Deutschland          | Messe                         | verlegt vom 27. April 2020 & 26. Juni 2021                                 |
| 1. Juni 2022            | Erfurt               | Deutschland          | Messe                         | verlegt vom 28. April 2020 & 27. Juni 2021                                 |
| 2. Juni 2022            | Stuttgart            | Deutschland          | Hanns-Martin-Schleyer-Halle   | verlegt vom 7. Mai 2020 & 12. Mai 2021                                     |
| 3. Juni 2022            | Stuttgart            | Deutschland          | Hanns-Martin-Schleyer-Halle   | verlegt vom 8. Mai 2020 & 13. Mai 2021                                     |
| 9. Juni 2022            | Oberhausen           | Deutschland          | Rudolf Weber-Arena            | verlegt vom 21. Mai 2020 & 27. Mai 2021                                    |
| 10. Juni 2022           | Oberhausen           | Deutschland          | Rudolf Weber-Arena            | verlegt vom 22. Mai 2020 & 28. Mai 2021; ausverkauft                       |
| 11. Juni 2022           | Düsseldorf           | Deutschland          | PSD Bank Dome                 | verlegt vom 6. Juni 2020 & 5. Juni 2021                                    |
| 21. Juni 2022           | Nürnberg             | Deutschland          | Arena Nürnberger Versicherung | verlegt vom 15. Mai 2020 & 6. Mai 2021; ausverkauft                        |
| 22. Juni 2022           | Nürnberg             | Deutschland          | Arena Nürnberger Versicherung | verlegt vom 16. Mai 2020 & 7. Mai 2021; ausverkauft                        |
| 23. Juni 2022           | Wien                 | Deutschland          | Stadthalle                    | verlegt vom 3. Mai 2020 & 22. Juni 2021                                    |
| 30. Juni 2022           | Kempten              | Deutschland          | Bigbox Allgäu                 | verlegt vom 12. November 2019, 16. Juni 2020 & 14. April 2021; ausverkauft |
| 1. Juli 2022            | Kempten              | Deutschland          | Bigbox Allgäu                 | verlegt vom 13. November 2019, 17. Juni 2020 & 15. April 2021; ausverkauft |
| 2. Juli 2022            | Passau               | Deutschland          | Dreiländerhalle               | verlegt vom 14. November 2019, 18. Juni 2020 & 12. April 2021; ausverkauft |
| 3. Juli 2022            | Passau               | Deutschland          | Dreiländerhalle               | verlegt vom 15. November 2019, 19. Juni 2020 & 13. April 2021; ausverkauft |
| 8. Juli 2022            | Frankfurt            | Deutschland          | Festhalle                     | verlegt vom 23. Mai 2020, 29. Mai 2021 & 26. März 2022                     |
| 9. Juli 2022            | Frankfurt            | Deutschland          | Festhalle                     | TV-Aufzeichnung; verlegt vom 24. Mai 2020, 30. Mai 2021 & 27. März 2022    |
| 10. Juli 2022           | Bremen               | Deutschland          | Seebühne                      | krankheitsbedingt abgesagt                                                 |
| 11. Juli 2022           | Cuxhaven             | Deutschland          | Kugelbake-Halle               | krankheitsbedingt abgesagt                                                 |
| 12. Juli 2022           | Osterholz-Scharmbeck | Deutschland          | Stadthalle                    | krankheitsbedingt abgesagt                                                 |
| 14. Juli 2022           | Olsberg              | Deutschland          | Stadthalle                    | krankheitsbedingt abgesagt                                                 |
| 15. Juli 2022           | Gütersloh            | Deutschland          | Stadthalle                    | krankheitsbedingt abgesagt                                                 |
| 27. August 2022         | Geldern              | Deutschland          | Waldfreibad Walbeck           |                                                                            |